# Chung kết Cúp bóng đá châu Á 2019
Chung kết Cúp bóng đá châu Á 2019 là trận đấu cuối cùng của Cúp bóng đá châu Á 2019, lần thứ 17 của giải đấu bóng đá 4 năm một lần do Liên đoàn bóng đá châu Á (AFC) tổ chức dành cho các đội tuyển bóng đá nam quốc gia của châu lục. Trận đấu được tổ chức tại sân vận động Thành phố Thể thao Zayed ở Abu Dhabi, Các Tiểu vương quốc Ả Rập Thống nhất, vào ngày 1 tháng 2 năm 2019 và sẽ được tranh tài bởi đội thắng của trận bán kết.

## Địa điểm
Sân vận động Thành phố Thể thao Zayed ở Abu Dhabi, sân vận động lớn nhất ở Các Tiểu vương quốc Ả Rập Thống nhất, sẽ tổ chức chung kết cúp bóng đá châu Á. Sân vận động 43.000 chỗ ngồi được xây dựng vào năm 1980 và chủ yếu được sử dụng bởi đội tuyển bóng đá quốc gia Tiểu vương quốc Ả Rập Thống nhất. Thành phố Thể thao Zayed là chủ nhà của chung kết cúp bóng đá châu Á 1996, cũng như một số trận chung kết Giải vô địch bóng đá các câu lạc bộ thế giới, gần đây nhất vào năm 2018. Cơ quan giao thông vận tải và đường bộ Dubai đã mời đấu thầu độc lập vào năm 2015 để xây dựng một sân vận động 60.000 chỗ ngồi để tổ chức trận chung kết cúp bóng đá châu Á, nhưng sân vận động Thành phố Thể thao Zayed đã được công bố vào năm 2017 là địa điểm cho trận mở màn và trận chung kết.

### Nhật Bản

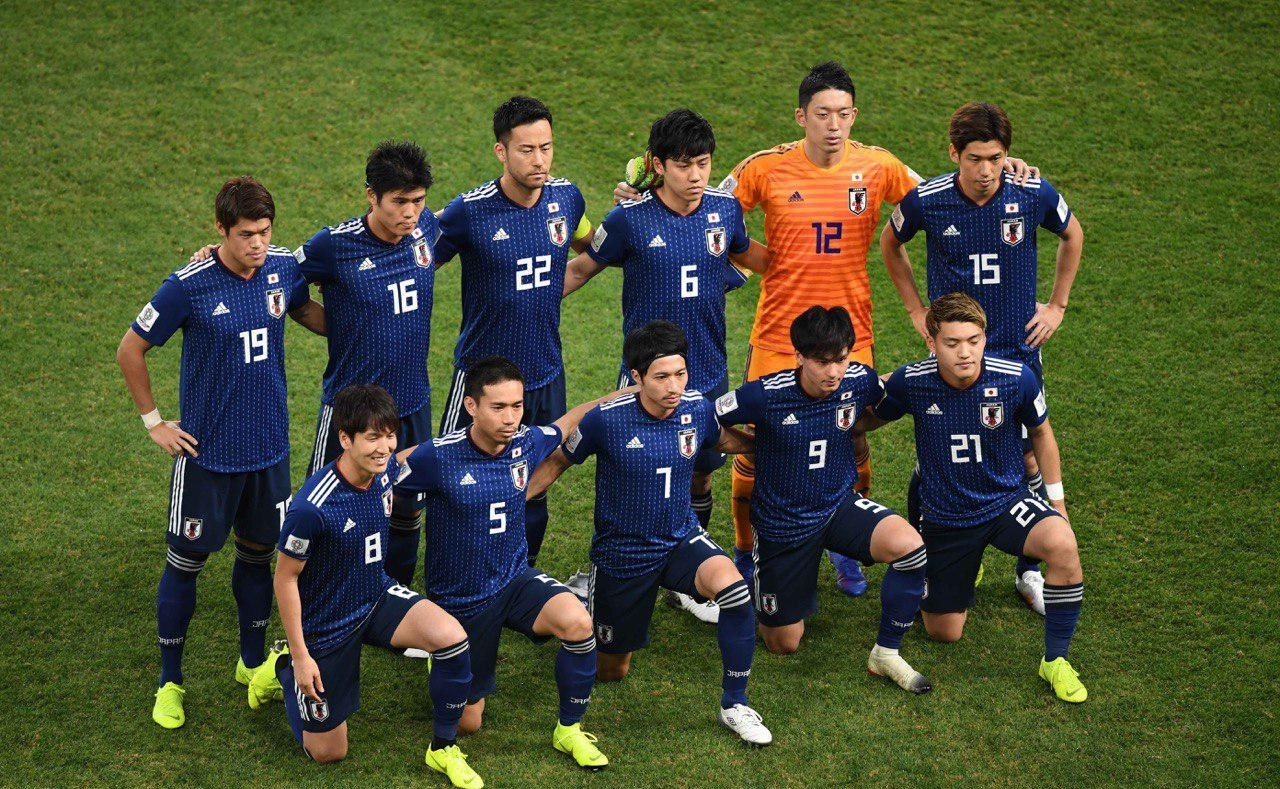
Đội hình xuất phát của Nhật Bản trong trận bán kết trong trận gặp Iran.

### Qatar

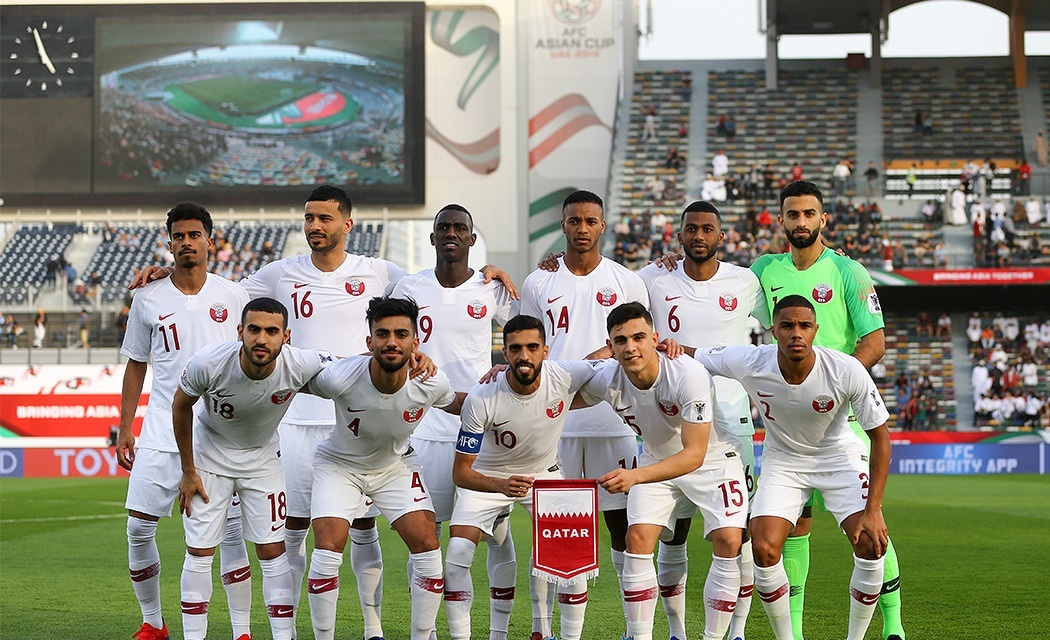
Đội hình xuất phát của Qatar trong trận tứ kết trong trận gặp Hàn Quốc.

## Đường tới trận chung kết
| VT | Đội          | ST | Đ |
| -- | ------------ | -- | - |
| 1  | Nhật Bản     | 3  | 9 |
| 2  | Uzbekistan   | 3  | 6 |
| 3  | Oman         | 3  | 3 |
| 4  | Turkmenistan | 3  | 0 |

| VT | Đội               | ST | Đ |
| -- | ----------------- | -- | - |
| 1  | Qatar             | 3  | 9 |
| 2  | Ả Rập Xê Út       | 3  | 6 |
| 3  | Liban             | 3  | 3 |
| 4  | CHDCND Triều Tiên | 3  | 0 |

## Trận đấu

### Chi tiết
| Nhật Bản       | 1–3      | Qatar                                        |
| -------------- | -------- | -------------------------------------------- |
| - Minamino 69' | Chi tiết | - Ali 12' - Hatem 27' - Ak. Afif 83' (ph.đ.) |

| Nhật Bản | Qatar |

| GK                  | 12 | Gonda Shūichi     |     |     |
| RB                  | 19 | Sakai Hiroki      | 86' |     |
| CB                  | 16 | Tomiyasu Takehiro |     |     |
| CB                  | 22 | Yoshida Maya (c)  | 82' |     |
| LB                  | 5  | Nagatomo Yuto     |     |     |
| RM                  | 8  | Haraguchi Genki   |     | 62' |
| CM                  | 7  | Shibasaki Gaku    | 20' |     |
| CM                  | 18 | Shiotani Tsukasa  |     | 84' |
| LM                  | 21 | Doan Ritsu        |     |     |
| CF                  | 15 | Osako Yuya        |     |     |
| CF                  | 9  | Minamino Takumi   |     | 89' |
| Vào sân thay người: |    |                   |     |     |
| FW                  | 13 | Muto Yoshinori    |     | 62' |
| MF                  | 14 | Ito Junya         |     | 84' |
| MF                  | 10 | Inui Takashi      |     | 89' |
| Huấn luyện viên:    |    |                   |     |     |
| Moriyasu Hajime     |    |                   |     |     |

| GK                  | 1  | Saad Al-Sheeb        |       |     |
| CB                  | 15 | Bassam Al-Rawi       |       |     |
| CB                  | 16 | Boualem Khoukhi      |       | 61' |
| CB                  | 4  | Tarek Salman         |       |     |
| RWB                 | 2  | Ró-Ró                | 90+3' |     |
| LWB                 | 3  | Abdelkarim Hassan    |       |     |
| CM                  | 10 | Hassan Al-Haydos (c) |       | 74' |
| CM                  | 6  | Abdulaziz Hatem      |       |     |
| CM                  | 23 | Assim Madibo         |       |     |
| CF                  | 11 | Akram Afif           | 84'   |     |
| CF                  | 19 | Almoez Ali           |       |     |
| Vào sân thay người: |    |                      |       |     |
| MF                  | 14 | Salem Al-Hajri       |       | 61' |
| MF                  | 12 | Karim Boudiaf        |       | 74' |
| Huấn luyện viên:    |    |                      |       |     |
| Félix Sánchez       |    |                      |       |     |

| Cầu thủ xuất sắc nhất trận: Akram Afif (Qatar) Trợ lý trọng tài: Abdukhamidullo Rasulov (Uzbekistan) Jakhongir Saidov (Uzbekistan) Trọng tài thứ tư: Mã Ninh (Trung Quốc) Trợ lý trọng tài video: Paolo Valeri (Ý) Trợ lý trọng tài hỗ trợ video: Muhammad Taqi (Singapore) Chris Beath (Úc) | Quy tắc trận đấu - 90 phút thi đấu chính thức. - 30 phút của hiệp phụ nếu hòa. - Loạt sút đá luân lưu nếu tỷ số vẫn còn hòa. - Tối đa 3 cầu thủ thay thế, với 1 cầu thủ thay thế thứ tư trong hiệp phụ. |